# Diego Vásquez (actor)
Diego Javier Vásquez Camayo (Ibagué; 24 de marzo de 1965) es un actor, guionista y geólogo colombiano, reconocido por su participación en producciones como Las muñecas de la mafia, El Chapo, El Joe, la leyenda, La niña, y por su papel protagónico en Un bandido honrado.

## Filmografía

### Televisión
- Cien años de soledad (2024) — José Arcadio Buendía[1]
- Leandro Díaz (2022-2023) — Onofre Duarte[2]
- De brutas, nada 2 (2021) — Licenciado Martín Manrique
- Un bandido honrado (2019) — Emilio 'El Crespo' Ortega
- La mamá del 10 (2018) — Coronel Agapito Dangond
- Sin senos si hay paraíso (2017) — El Indio
- El Chapo (2017) — Ismael Zambrano 'Don Ismael'
- La niña (2016) — Coronel Luis Eduardo Barragán
- En la boca del lobo (2016)
- Esmeraldas (2015) — Patricio Ortega
- La selección 2 (2014) — Nacho
- Alias el Mexicano (2013-2014) — Jairo Ortega
- Pobres Rico (2012-2013) — Carlos Siachoque
- El Joe, la leyenda (2011) — Julio Ernesto Estrada Rincón 'Fruko'
- Las muñecas de la mafia (2009-2010) — Norman Alberto Zarama
- Los protegidos (2008-2009) — Careniña
- El Zorro: la espada y la rosa (2007) — Leroy
- Sin tetas no hay paraíso (2006) — Caballo
- Juegos prohibidos (2005-2006) — Capitán Martínez
- Retratos (2003) Teniente Malagón
- Traga maluca (2000-2001) — Coronel González
- Me llaman Lolita (1999-2000) — Humberto Antonio Corredor Santofimio
- Marido y mujer (1999) — Darío
- Amores como el Nuestro (1998)
- La dama del pantano (1998-1999) — Darío
- La sombra del arco iris (1998) — Ronaldo
- Hombres de honor (serie de televisión) (1997) — Sargento Caicedo
- La mujer del presidente (1997-1998) — Cabo Abril
- Cazados (1996)
- Caballos de fuego (1995)

### Cine
- Freelance (película) (2023) - Jefe de la Villa
- Los fierros (2019) — Don Hernando
- El paseo 4 (2016) — Alberto Rubio
- Broken kingdom (2009)
- La pasión de Gabriel  (2008) — Profe Luna
- Satanás (2007) — Alberto
- Mission movie (2004) — Rene
- La Primera noche (2003)
- Te busco (2002) — Carmelo
- Como el gato y el ratón (2002) — Kennedy
- Los niños invisibles (2001)
- Terminal (2000)
- El alma del maiz (1995)

## Teatro
- Hienas chacales y otros animales carnívoros
- Opio en las nubes
- El siempre-abrazo

## Premios y nominaciones

### Premios India Catalina
| Año  | Categoría                                   | Telenovela o Serie | Resultado |
| ---- | ------------------------------------------- | ------------------ | --------- |
| 2017 | Mejor actor antagónico de telenovela, serie | la niña            | Ganador   |
| 2013 | Mejor Actor de Reparto de Telenovela        | Pobre Rico         | Ganador   |
| 2012 | Mejor Actor de Reparto de Telenovela        | El Joe, la leyenda | Nominado  |

### Premios TVyNovelas
| Año  | Categoría                            | Telenovela o Serie      | Resultado |
| ---- | ------------------------------------ | ----------------------- | --------- |
| 2017 | Mejor Actor Antagónico de Serie      | la niña                 | Nominado  |
| 2013 | Mejor Actor de Reparto de Telenovela | Pobre Rico              | Ganador   |
| 2012 | Mejor Actor de Reparto de Telenovela | El Joe, la leyenda      | Nominado  |
| 2010 | Mejor Actor Antagónico               | Las muñecas de la mafia | Nominado  |

### Produ Awards
| Año  | Categoría                                      | Telenovela o Serie | Resultado |
| ---- | ---------------------------------------------- | ------------------ | --------- |
| 2023 | Mejor Actor de Reparto Superserie y Telenovela | Leandro Díaz       | Ganador   |

### Premios Macondo
| Año  | Categoría              | Pelicula             | Resultado |
| ---- | ---------------------- | -------------------- | --------- |
| 2010 | Mejor Actor de Reparto | La pasión de Gabriel | Nominado  |